# Omble de fontaine
Salvelinus fontinalis
Espèce
L'omble de fontaine (Salvelinus fontinalis) aussi appelé saumon de fontaine, omble  mouchetée, ou truite mouchetée, est une espèce de salmonidé originaire d'Amérique du Nord qui a été introduite dans de nombreux pays tempérés. C'est un poisson d'eau vive, douce ou anadrome exigeant en oxygène dissous. Les populations anadromes sont appelés truites bleues, en référence à leurs coloration plus argentée qui contraste avec celle entièrement d'eau douce. Souvent elles sont simplement appelées truite de mer ce qui prête à confusion avec toutes les espèces de truites anadromes qui sont toutes respectivement appelées truites de mer dans leur environnement respectif.
C'est l'un des deux poissons officiels de l'État du Vermont, aux États-Unis, l'autre étant le doré jaune.

## Pêche sportive

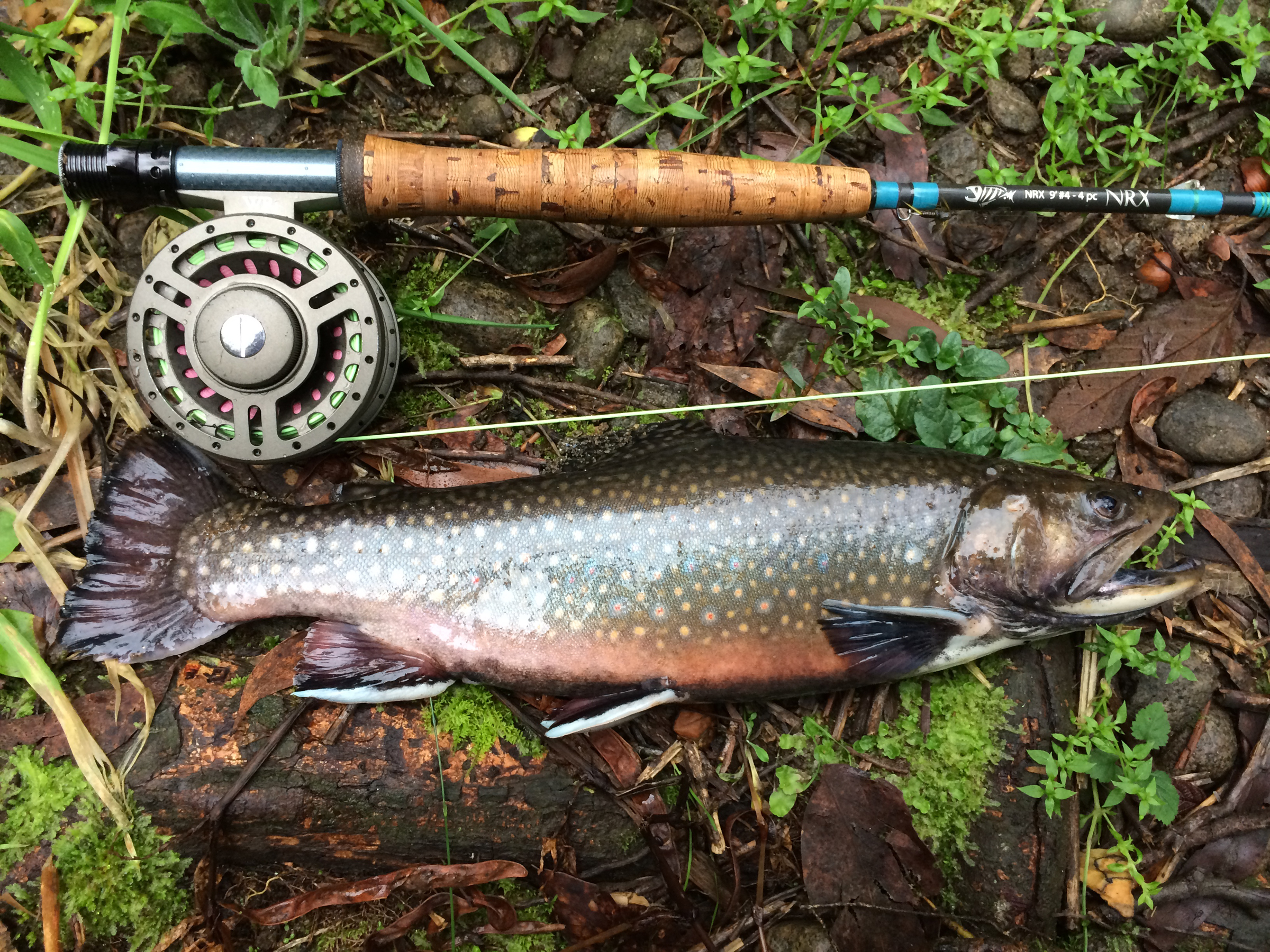
Spécimen capturé en Australie.

La truite mouchetée ou omble de fontaine, comme elle est connue au Canada, est l'espèce la plus recherchée dans de nombreuses régions. Toute une industrie est fondée presque exclusivement sur cette espèce par exemple dans la Réserve faunique des Laurentides au Québec.
La pratique consistant à attraper et relâcher les poissons tue jusqu’à 50% des poissons relâchés qui meurent en raison de leurs blessures et de la manipulation. Dans le cas des truites mouchetées, 1.6 millions d’individus meurent après être relâchés dans un lac chaque année au Québec.

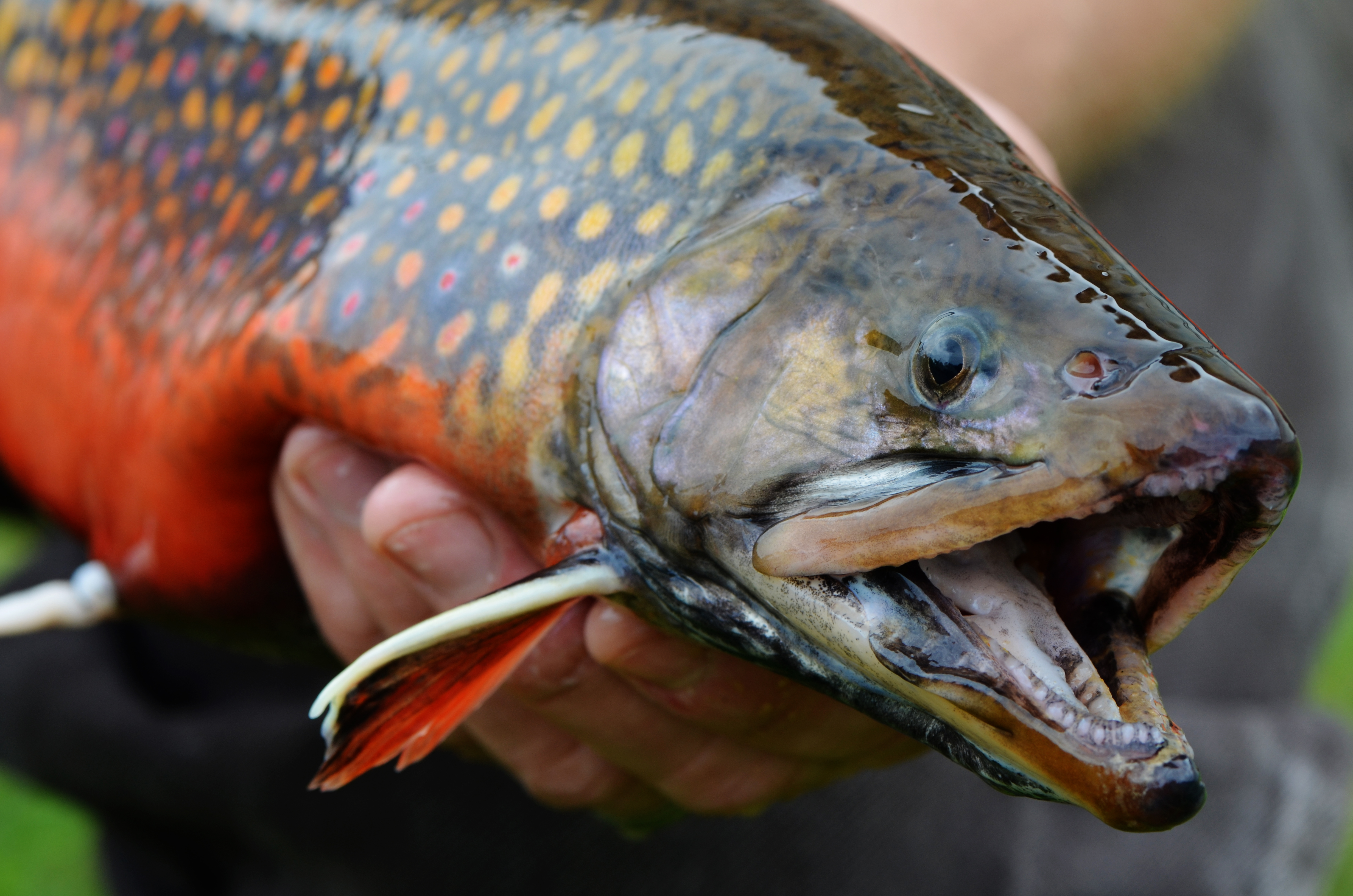

## Taxonomie

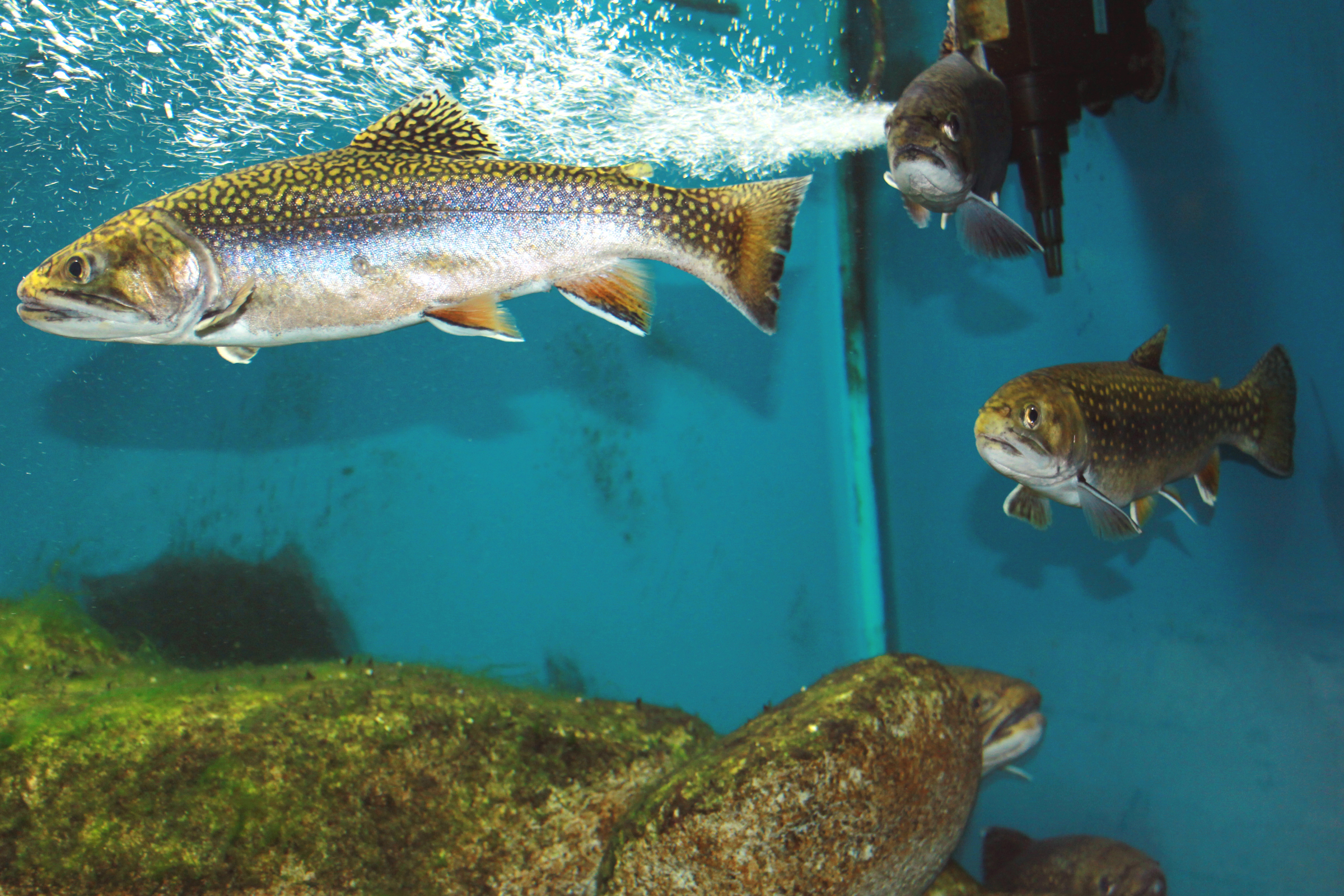
Sur le salon Subaqueous Vltava, Prague

Il ne s'agit pas d'un saumon ni d'une truite, mais d'un omble. L'omble de fontaine est apparenté (contre-intuitivement) à l'impressionnante truite grise ou touladi. Des hybrides fertiles (normalement artificiels) existent sous le nom de moulac et dans une moindre mesure lacmou. Ces derniers ressemblent beaucoup à l'omble de fontaine mais possèdent une croissance et un mode de vie intermédiaire.
En 2006, la découverte d'une nouvelle race d'omble de fontaine « sans tache » au Québec, présente dans le bassin hydrographique du Mitchinamecus, a été confirmée par une analyse génétique effectuée à l'Université Laval, à Québec, Canada (même code génétique que l'Omble de fontaine). Monsieur Luc Petit, diplômé en aquaculture, a eu la chance de capturer, entre 1979-1981, quelques spécimens, dans un lac du bassin hydrographique du Mitchinamecus, au Québec, au Canada.
À partir de ce moment, celui-ci recueille tous les informations possibles, pour constater qu'une forme semblable (Aurora trout) existe depuis très longtemps, dans trois lacs du nord de l'Ontario, la seule province dans le monde entier où elle est recensée. Au printemps 2003, celui-ci remet à la biologiste, au bureau du MEF de Mt-Laurier, toutes les documentations et photos cumulées depuis plusieurs années.
À l'automne 2006, le Québec est confirmé comme étant la deuxième province à posséder cette race « sans tache » . Elle a été présente aux États-Unis, dans le New Hampshire (silver trout, unspotted trout). Elle est disparue depuis le début des années 1930.

## Habitat

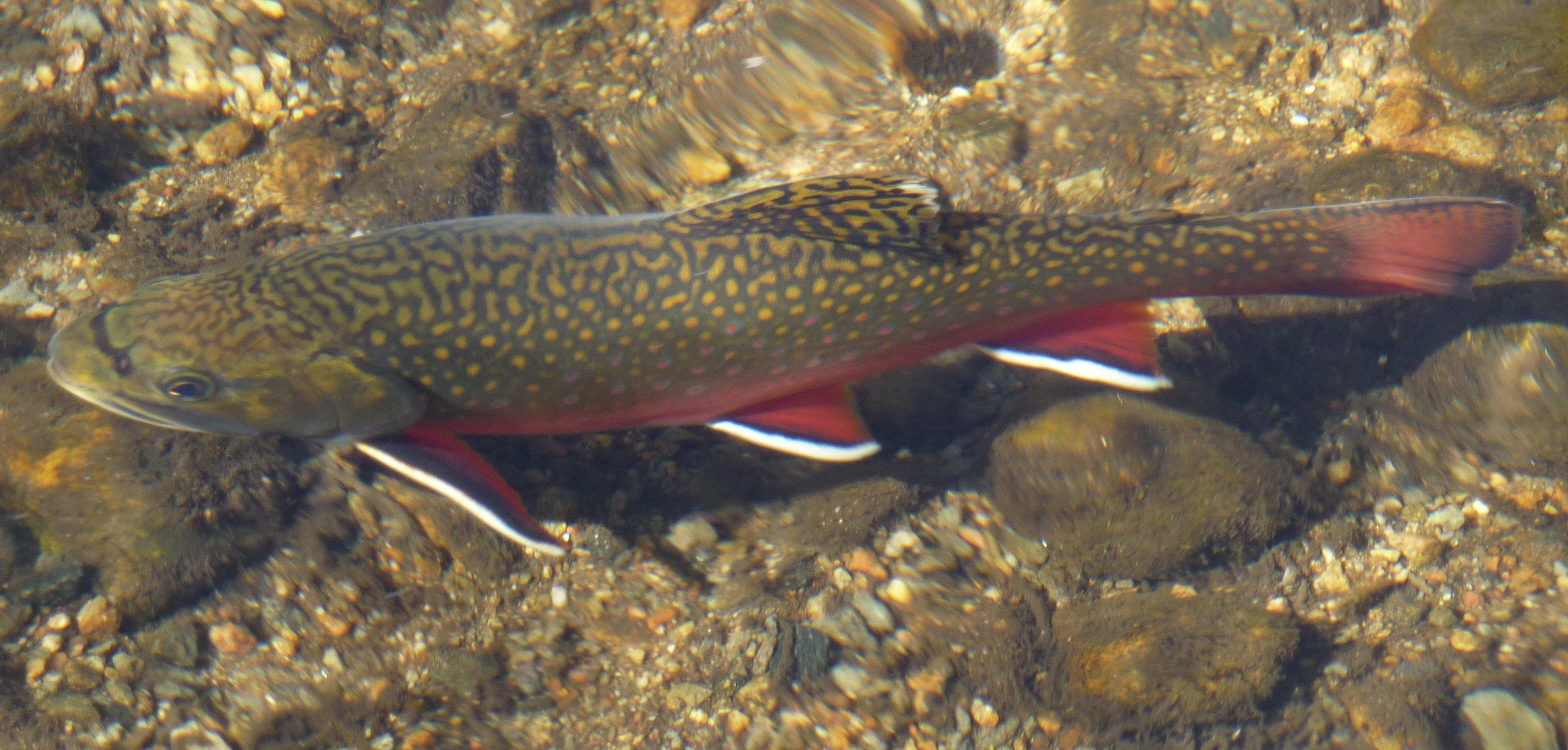
Dans un lac des Montagnes Rocheuses.

Exigeante vis-à-vis de la qualité de l'eau, une population d'ombles de fontaine requiert des eaux claires, fraîches (13 à 18 °C) et oxygénées. On les retrouve ainsi souvent dans de très petits cours d'eau en montagne (d'où l'appellation « de fontaine ») où ils sont souvent nommés « truites de ruisseau » bien que les juvéniles d'autres espèces portent ce nom.
L'espèce est extrêmement sensible à la pollution de l'eau, ce qui en fait un excellent bioindicateur de la qualité des écosystèmes de tête de bassin versant.
L'omble de fontaine peut être trouvé en été à haute altitude (2 280 à 3 205 m), mais une étude sur ses habitats hivernaux a montré que pour éviter les zones trop prises par la glace, il descendait si nécessaire en automne un peu plus bas dans le bassin versant où il reste actif durant l'hiver. Durant cette période il sélectionne des habitats où le courant ne dépasse pas 15 cm/s ou moins (mesuré en période d'étiage d'été) et des eaux plus profondes, mais il ne semble pas rechercher un type de substrat particulier.
Au Québec, il a disparu de plusieurs cours d'eau du sud de la province au profit d'espèces introduites ou réputées plus résistantes. Que ce soit la truite arc-en-ciel originaire de l'ouest de l'Amérique du Nord (plus résistante à la chaleur) et la truite fario (ou brune) européenne (Salmo trutta fario) plus résistante à la chaleur et dans une certaine mesure à la pollution ou encore des espèces comme l'achigan qui affectionne une eau beaucoup plus chaude.

## Reproduction
La fraie a lieu en automne dans des rivières et ruisseaux frais, peu profonds, et à fond de gravier. C'est à ce moment que l'omble de fontaine arbore les plus belles couleurs notamment de rouge criant. Les œufs sont pondus dans le gravier. Les mâles émettent leur laitance sur les œufs et normalement la plupart des œufs sont fécondés. Les œufs recouverts de gravier par la femelle, sont ainsi protégés des prédateurs et oxygénés par une circulation d'eau constante.

## Caractéristiques générales

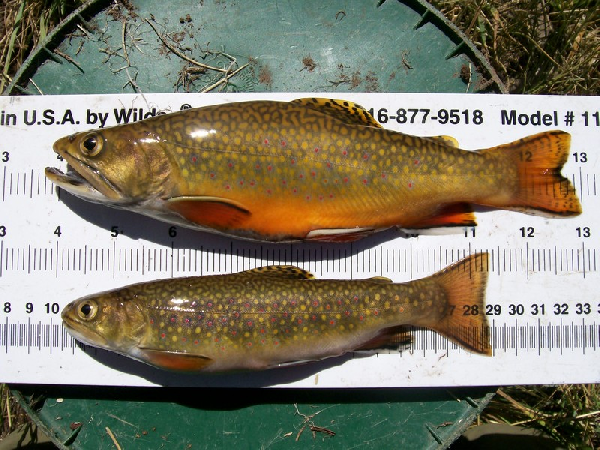
Mâle et femelle

- Longueur maximale observée du mâle : 86 cm.
- Poids maximum observé : 14.8 lbs ou 6,7 kg.
- Longévité maximale observée : 7 ans.

La longueur moyenne des individus adultes se situe autour de 30 cm, mais ceci est très variable en fonction des populations, anadrome ou d'eau douce mais aussi géographique. La colonisation du continent nord-américain à la fin de la période glaciaire a isolé plusieurs populations distinctes qui visuellement sont très semblables. Au Labrador, des spécimens de plusieurs kilogrammes sont communs, tandis qu'au sud du Québec, 30 cm (pour les spécimens sauvages) avec moins d'un demi-kilogramme est une belle prise.

## Introduction
Cette espèce a été introduite à plusieurs endroits dans le monde où elle peut occasionner des dommages écologiques, reconnus pour nuire à d'autres salmonidés indigènes et aux amphibiens. Elle est dès lors considérée comme une espèce invasive. Par exemple, dans les montagnes de la Californie les populations indigènes de la variété dorée de la truite arc-en-ciel sont compromises dans les ruisseaux par l'omble de fontaine, mieux adapté à cet habitat.

## Hybrides

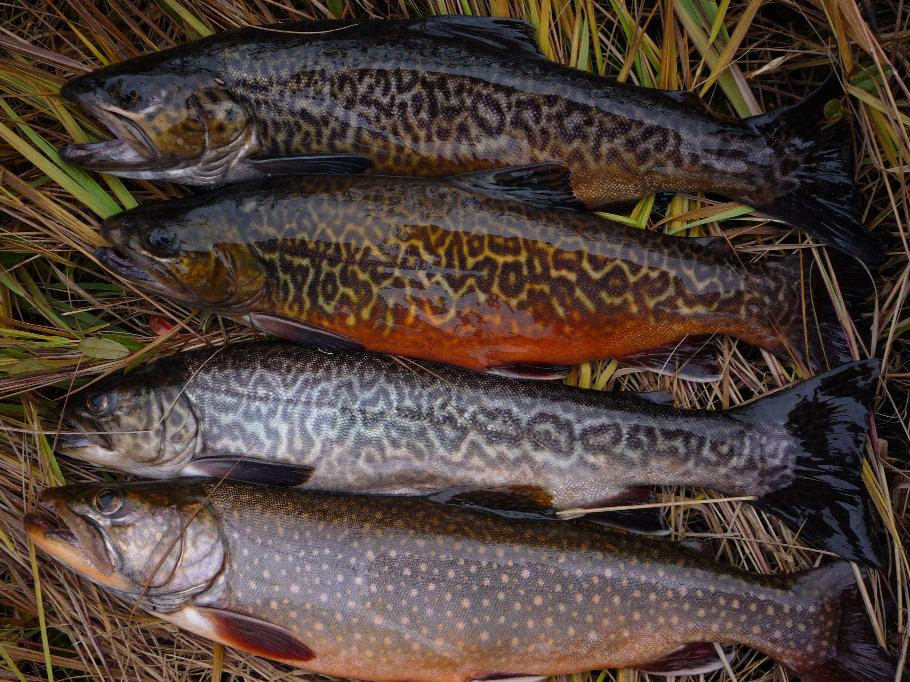
Trois truites tigre et un moulac

L'omble de fontaine peut parfois s'hybrider avec d'autres espèces. À ce jour, deux hybrides naturels et artificiels sont connus.
Les populations indigènes de l'omble à tête plate (S. confluentus) sont en danger d'hybridation avec la truite mouchetée introduit dans le Pacifique Nord-Ouest.

### Truite tigre
Un hybride intergénérique, entre l'omble de fontaine et la truite brune (Salmo genre) est la truite tigre (Salmo trutta femelle X Salvelinus fontinalis mâle) ; il est réputé stérile ou presque toujours stérile et se produit a priori très rarement naturellement. Il est produit artificiellement et est populaire dans le cadre de certains programmes d'empoissonnement, car si ces poissons (triploïdes) meurent souvent dans l’œuf ou après la naissance, ceux qui survivent grossissent rapidement (plus vite que l'omble de fontaine, mais un peu moins que la truite Salmo trutta lors d'une expérience faite sur 3 ans dans 4 élevages) et restent vigoureux (plus que la truite normale). On les présente parfois comme pouvant aider à maintenir les populations sauvages de truites en diminuant la pression de pêche sur ces derniers (car la truite tigre est stérile, mais elle a un comportement piscivore, est vorace et peut apporter des parasites ou germes pathogènes de la pisciculture vers le milieu naturel).

### Moulac
Un hybride naturel moins fréquent est le moulac ; hybride entre l'omble de fontaine et le touladi.

Bien que rare dans la nature, certaines juridictions reproduisent artificiellement le moulac en grand nombre pour le réempoissonnement dans les habitats propices à l'omble de fontaine et/ou aux truites lacustres. Un exemple est l'Ontario, où des poissons issus de rétrocroisement du F1 moulac et touladi ont été plantés depuis plusieurs années. Le rétrocroisement résulte dans ce cas d'un mâle F1 moulac croisé avec une femelle touladi (le poisson tenant en quelque sorte pour 75 % du touladi et pour 25 % de l'omble de fontaine).
Bien que le moulac ait été décrit pour la première fois en 1880, l'Ontario n'a commencé à expérimenter la production d'hybrides que dans les années 1960. Une des motivations était de remplacer les peuplements de touladis qui se sont effondrés dans les Grands Lacs. En raison de résultats médiocres, l'expérience n'a jamais vraiment progressé au-delà de la baie Georgienne. La théorie était que le moulac atteindrait plus vite la maturité que les truites lacustres avec l'espoir qu'ils seraient capables de se reproduire avant d'être attaqués par la lamproie marine devenue invasive dans la région des Grands Lacs. Bien que le moulac soit fertile (ce qui est relativement inhabituel chez les hybrides) sa reproduction reste problématique ; une faible part de sa progéniture arrive à survivre dans le milieu.
Après quelques essais dans les années 1970, le réempoissonnement des Grands Lacs et, en particulier, dans la baie Georgienne, a été entièrement converti au  touladi rétrocroisé au début des années 1980. Ce programme de rétrocroisement n'a jamais atteint un réel succès en termes de reproduction, le rétrocroisement naturel n'étant qu'à peine plus performant que le moulac F1 en termes de survie des alevins. Le moulac F1 a pu artificiellement offrir de nouvelles possibilités aux pêcheurs de lacs plus petits (tendance la plus récente).
Dans le premier des deux cas, les anciens ruisseaux à truites dont les eaux sont devenus infestées de poissons à rayons épineux[pas clair] au point qu'ils ne produisent plus l'omble de fontaine, sont empoissonnés avec le moulac. Le moulac croît plus rapidement que la souche sauvage d'omble de fontaine et devient piscivore à un plus jeune âge. Il est, par conséquent, plus tolérant aux concurrents que ne l'est l'omble de fontaine. Dans le second cas, les lacs relativement petits contenant des touladis qui ont connu un faible recrutement dû à une insuffisance d'eaux profondes — l'habitat des juvéniles touladis — soutiendra une assez bonne population de moulacs. En effet, les moulacs sont moins tributaires des eaux profondes extrêmes que ne le sont les touladis et ils grandissent plus vite, offrant un meilleur rendement pour les pêcheurs. Dans les deux cas, en raison de la stérilité des moulacs, toutes ces pêcheries dépendent entièrement de la reproduction artificielle.

## Intérêt commercial
En dehors de l'industrie de la pêche sportive l'omble de fontaine n'est pas un poisson exploité commercialement ; les petits cours d'eau ou sa grande dispersion en mer n'en font pas une cible de choix pour les pêcheurs commerciaux. Par contre il existe une aquaculture quand les conditions le permettent. L'omble de fontaine est élevé directement pour la consommation ou encore ensemencé en support de l'industrie de la pêche sportive. Les individus élevés sont souvent traités pour être stériles afin d'optimiser leur croissance ce qui rend ces ensemencements très critiqués par certains écologistes. De plus un appauvrissement génétique, résultat du croisement avec les souches domestiquées, a été observé dans certaines régions.